# Smilne, Brodî
Smilne (în ucraineană Смільне) este localitatea de reședință a comunei Smilne din raionul Brodî, regiunea Liov, Ucraina.

## Demografie
Componența lingvistică a localității Smilne
     Ucraineană (99,09%)
     Alte limbi (0,76%)
Conform recensământului din 2001, majoritatea populației localității Smilne era vorbitoare de ucraineană (99,09%), existând în minoritate și vorbitori de alte limbi.